# آکیئو ناکاموری
آکیئو ناکاموری (انگلیسی: Akio Nakamori؛ زادهٔ ۱ ژانویهٔ ۱۹۶۰) روزنامه‌نگار، ناشر، و رمان‌نویس اهل ژاپن است. یک ستون‌نویس ژاپنی و ویراستار متولد استان میه است. او به عنوان رایج کننده اصطلاح «اوتاکو» در کاربرد محاوره ای مدرن آن شناخته می‌شود. پس از انصراف از دانشگاه میجی از دانشگاه واکو فارغ‌التحصیل شد.